# Danh sách xã thuộc Thành phố Hồ Chí Minh
Tính đến ngày 1 tháng 1 năm 2025, Thành phố Hồ Chí Minh có 273 đơn vị hành chính cấp xã, trong đó có 58 xã..
Dưới đây là danh các xã thuộc Thành phố Hồ Chí Minh hiện nay.
| Xã               | Trực thuộc       | Diện tích (km²) | Dân số (người) | Mật độ dân số (người/km²) | Thành lập |
| ---------------- | ---------------- | --------------- | -------------- | ------------------------- | --------- |
| An Nhơn Tây      | Huyện Củ Chi     | 28,9            |                |                           |           |
| An Phú           | Huyện Củ Chi     | 24,32           |                | 1983                      |           |
| An Phú Tây       | Huyện Bình Chánh | 5,87            |                |                           |           |
| An Thới Đông     | Huyện Cần Giờ    | 103,72          |                |                           |           |
| Bà Điểm          | Huyện Hóc Môn    | 7,05            |                | 1988                      |           |
| Bình Chánh       | Huyện Bình Chánh | 8,16            |                |                           |           |
| Bình Hưng        | Huyện Bình Chánh | 13,72           |                | 1960                      |           |
| Bình Khánh       | Huyện Cần Giờ    |                 |                |                           |           |
| Bình Lợi         | Huyện Bình Chánh |                 |                |                           |           |
| Bình Mỹ          | Huyện Củ Chi     |                 |                |                           |           |
| Đa Phước         | Huyện Bình Chánh |                 |                |                           |           |
| Đông Thạnh       | Huyện Hóc Môn    |                 |                |                           |           |
| Hiệp Phước       | Huyện Nhà Bè     |                 |                |                           |           |
| Hòa Phú          | Huyện Củ Chi     |                 |                |                           |           |
| Hưng Long        | Huyện Bình Chánh |                 |                |                           |           |
| Lê Minh Xuân     | Huyện Bình Chánh |                 |                |                           |           |
| Long Hòa         | Huyện Cần Giờ    |                 |                |                           |           |
| Long Thới        | Huyện Nhà Bè     |                 |                |                           |           |
| Lý Nhơn          | Huyện Cần Giờ    |                 |                |                           |           |
| Nhị Bình         | Huyện Hóc Môn    |                 |                |                           |           |
| Nhơn Đức         | Huyện Nhà Bè     |                 |                |                           |           |
| Nhuận Đức        | Huyện Củ Chi     |                 |                |                           |           |
| Phạm Văn Cội     | Huyện Củ Chi     |                 |                |                           |           |
| Phạm Văn Hai     | Huyện Bình Chánh |                 |                |                           |           |
| Phong Phú        | Huyện Bình Chánh |                 |                |                           |           |
| Phú Hòa Đông     | Huyện Củ Chi     |                 |                |                           |           |
| Phú Mỹ Hưng      | Huyện Củ Chi     |                 |                |                           |           |
| Phú Xuân         | Huyện Nhà Bè     |                 |                |                           |           |
| Phước Hiệp       | Huyện Củ Chi     |                 |                |                           |           |
| Phước Kiển       | Huyện Nhà Bè     |                 |                |                           |           |
| Phước Lộc        | Huyện Nhà Bè     |                 |                |                           |           |
| Phước Thạnh      | Huyện Củ Chi     |                 |                |                           |           |
| Phước Vĩnh An    | Huyện Củ Chi     |                 |                |                           |           |
| Qui Đức          | Huyện Bình Chánh |                 |                |                           |           |
| Tam Thôn Hiệp    | Huyện Cần Giờ    |                 |                |                           |           |
| Tân An Hội       | Huyện Củ Chi     |                 |                |                           |           |
| Tân Hiệp         | Huyện Hóc Môn    |                 |                |                           |           |
| Tân Kiên         | Huyện Bình Chánh |                 |                |                           |           |
| Tân Nhựt         | Huyện Bình Chánh |                 |                |                           |           |
| Tân Phú Trung    | Huyện Củ Chi     |                 |                |                           |           |
| Tân Quý Tây      | Huyện Bình Chánh |                 |                |                           |           |
| Tân Thạnh Đông   | Huyện Củ Chi     |                 |                |                           |           |
| Tân Thạnh Tây    | Huyện Củ Chi     |                 |                |                           |           |
| Tân Thông Hội    | Huyện Củ Chi     |                 |                |                           |           |
| Tân Thới Nhì     | Huyện Hóc Môn    |                 |                |                           |           |
| Tân Xuân         | Huyện Hóc Môn    |                 |                |                           |           |
| Thái Mỹ          | Huyện Củ Chi     |                 |                |                           |           |
| Thạnh An         | Huyện Cần Giờ    |                 |                |                           |           |
| Thới Tam Thôn    | Huyện Hóc Môn    |                 |                |                           |           |
| Trung An         | Huyện Củ Chi     |                 |                |                           |           |
| Trung Chánh      | Huyện Hóc Môn    |                 |                |                           |           |
| Trung Lập Hạ     | Huyện Củ Chi     |                 |                |                           |           |
| Trung Lập Thượng | Huyện Củ Chi     |                 |                |                           |           |
| Vĩnh Lộc A       | Huyện Bình Chánh |                 |                |                           |           |
| Vĩnh Lộc B       | Huyện Bình Chánh |                 |                |                           |           |
| Xuân Thới Đông   | Huyện Hóc Môn    |                 |                |                           |           |
| Xuân Thới Sơn    | Huyện Hóc Môn    |                 |                |                           |           |
| Xuân Thới Thượng | Huyện Hóc Môn    |                 |                |                           |           |